# Zeki Gülay
Zeki Gülay (Istanboel, 15 augustus 1972) is een Turks voormalig basketballer die hoofdzakelijk als center speelde. Hij kwam gedurende zijn profcarrière uit voor achtereenvolgens Fenerbahçe Ülker (1991-1996), CASA TED Kolejliler (1996-1997), Antalya Muratpaşa Belediyesi (1997-1999), Türk Telekom BK (1999-2000), opnieuw Fenerbahçe Ülker (2001-2007) en Alpella (2007-2008). Bij die laatste club was hij aanvoerder.

## Behaalde prijzen
- In 1994 won hij de Turkse Super Cup met Fenerbahçe.
- In 1999 werd hij kampioen van de tweede divisie met Vestel.
- In 2007 werd hij landskampioen met Fenerbahçe Ülker.